# Campo romano Hedemünden

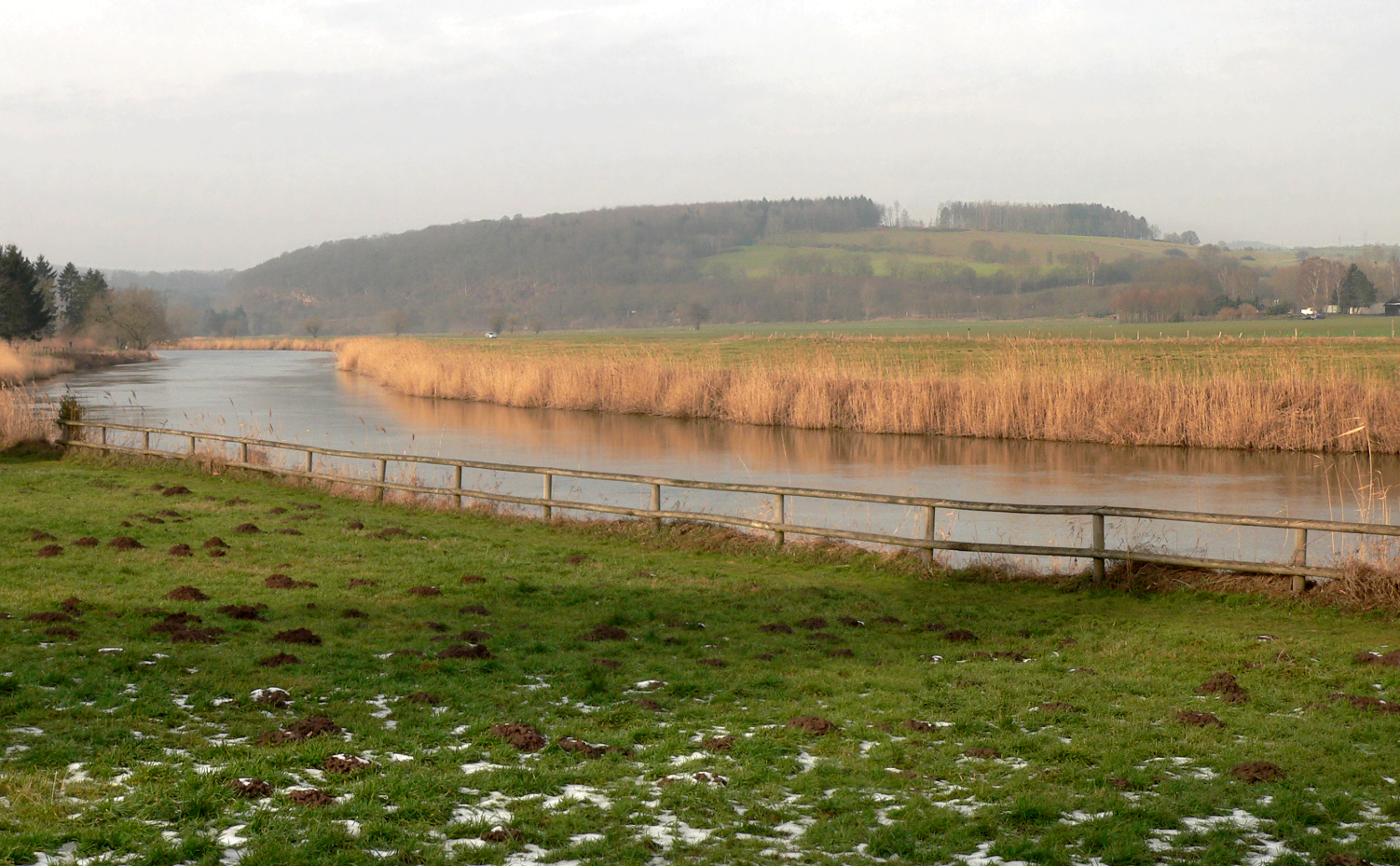
Veduta del campo romano dal fiume Werra

Il campo romano Hedemünden è considerato una delle prime fortificazioni romane, i cui resti si trovano vicino al corso inferiore del fiume Werra su una collina boscosa, detta Burgberg,  ai margini del villaggio di Hedemünden, un distretto di Hannover. Secondo le ricerche archeologiche, il ricco ritrovamento di origine romana suggerisce un campo militare romano all'epoca intorno alla nascita di Cristo.
Oltre a Kalkriese, il sito di Bentumersiel, il campo romano di Wilkenburg e l'area ritrovata sull'Harzhorn, è uno dei pochi siti romani della Bassa Sassonia.

## Posizione
Il campo romano di  Hedemünden si trova circa 1,8 chilometri a nord-ovest del centro di Hedemünden sull'altopiano del Burgberg, alto 215 metri, una collina in gran parte boscosa sulla riva nord della Werra. Di fronte all'altro lato del fiume si trova la foresta di Kaufunger. In questo luogo si incontrano le propaggine collinari delle alture intorno al corso del Werra con quelle del bacino del Leine e del Weser.La collina del Burgberg, su cui è stato fondato il campo romano, offre una posizione strategica che domina su tutta la valle in cui scorre il fiume Werra. Direttamente sotto la montagna, il Werra era attraversabile attraverso un guado. Questo passaggio fluviale faceva parte probabilmente dell'antica via di comunicazione fra l' Assia settentrionale e la Bassa Sassonia meridionale, probabilmente già esistente fin dall'età del bronzo.

## Scavo archeologico

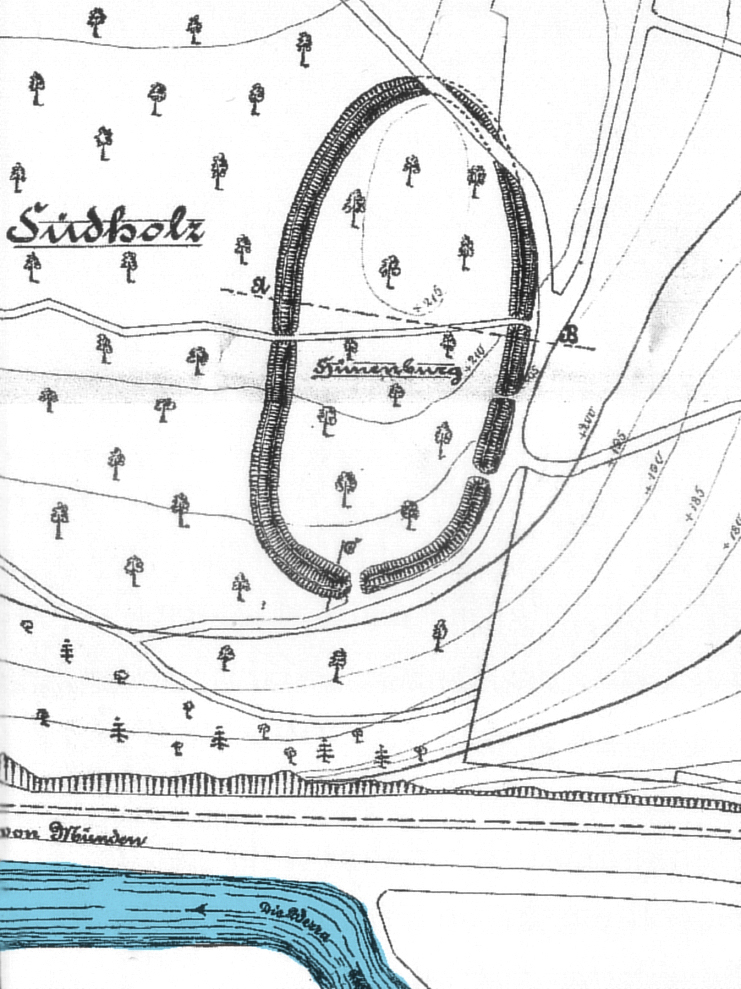
Pianta della fortificazione del 1894

Un muro circolare sulla collina del Burgberg è stata riconosciuta come tale nel corso del XIX secolo. Questa struttura considerato una fortificazione solitarie della recente età del ferro pre-romana, che, secondo alcune ipotesi, subì un riuso medievale nella stessa funzione nell'XI e XII secolo.
Già nel 1854 fu ritrovato un tesoretto di monete romane in un vaso di argilla fu realizzato nelle vicinanze della collina ad est di Hedemünden. Ad eccezione di due pezzi, la tipologia delle monete rimane sconosciuta, perché vennero fuse. Le due monete restanti sono datati all'epoca di Augusto.
Intorno agli anni novanta, dopo vari ritrovamenti fatti da tombaroli locali, furono iniziati a partire dal 2000 i primi sondaggi archeologici che portarono alla luce diversi oggetti metallici.
Gli scavi veri e propri iniziarono nel 2003 e hanno rivelato un totale di sei aree all'interno del sito. Tra il 2003 e il 2011 le 62 sezioni di scavo sono state raggruppate in macroaree, definite ciascuna come Campo (in tedesco Lager) I, II e IV su aree tra i 2 e i 90 m2. Scavi più grandi non sono stati effettuati, principalmente a causa delle difficoltà causate dalla copertura boschiva. Circa il 4,3% dell'area è stata archeologicamente esaminata, con la maggior parte di circa 1.300 m2 nel "Campo I".
Con i nuovi scavi furono trovati ancora oggetti militari romani, come proiettili di catapulta, frammenti di pilum e di fibule, ma anche monete sia romane che celtiche.

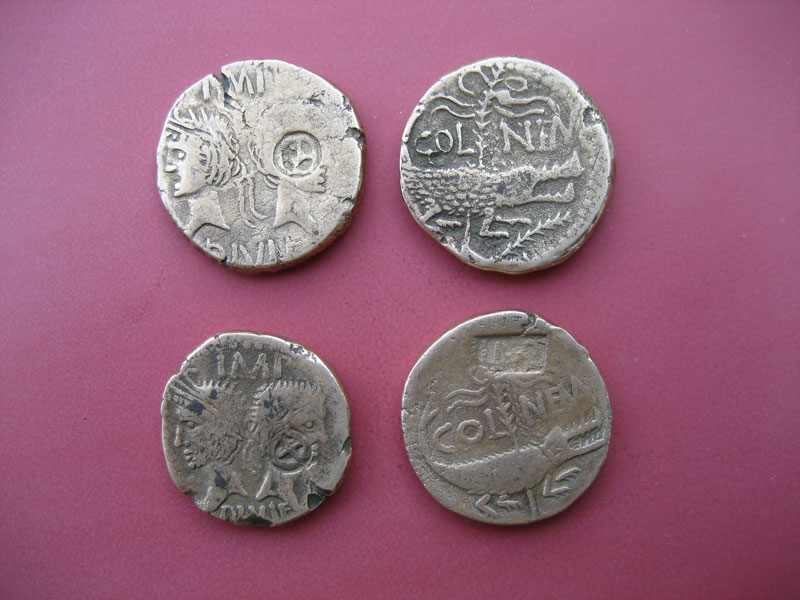
Monete romane della città gallica di Nemausus ritrovate durante lo scavo

## Significato storico
Secondo i reperti archeologici, il campo di Hedemünden fu fondato intorno all'11-9 a.C. Durò almeno fino all'8 o al 7 a.C., forse anche negli anni successivi a Cristo e fino alla battaglia di Varo. Alla fine, potrebbe aver avuto un ruolo di nuovo negli anni 15 e 16 d.C. durante le campagne di vendetta romane sotto Germanico. Il campo fu probabilmente costruito durante le campagne di Druso, la campagna dell'11 a.C. al Weser, su cui fu fondato il campo precedentemente non localizzato Aliso, e la campagna nel 9 a.C. verso l'Elba.